# Cassidini
Tribu
Synonymes
- Cassideae Gyllenhal, 1813: 434.
- Cassidini: Gressitt, 1952: 473Basiptites Chapuis, 1875: 379.
- Hybosites Chapuis, 1875: 380.
- Cassidites: Chapuis, 1875: 383.
- Chiridites Chapuis, 1875: 405.
- Coptocyclitae Spaeth, 1926: 7.
- Charidotitae Spaeth, 1942: 40.
- Charidotini: Hincks, 1952: 330; Seeno and Wilcox, 1982: 179.

Les Cassidini sont une tribu d'insectes coléoptères de la famille des Chrysomelidae, de la sous-famille des Cassidinae (cassides). Ils constituent la tribu la plus diversifiée parmi les cassides avec plus de 1000 espèces réparties sur l’ensemble du globe. Les espèces en faisant partie sont communément appelées « scarabées-tortues » du fait de la ressemblance de leur exosquelette avec la carapace d’une tortue. 

## Nutrition et symbiose
Les Cassidini sont des coléoptères phytophages se nourrissant pour la majorité à partir de diverses familles de plantes dicotylédones. Ce mode d’alimentation nécessite une enzyme appelée pectinase afin de dégrader la paroi cellulaire riche en pectine de ces familles de plantes. La production de cette enzyme se fait grâce à une symbiose avec une bactérie (Candida Stammera capleta) située dans un organe symbiotique le long de l’intestin antérieur. Cette symbiose permet aux Cassidini de se nourrir sur une plus large variété de plantes hôtes que les tribus apparentées qui sont dépourvues de ce symbionte.
Ces familles de plantes ont été décrites comme plantes hôtes des Cassidini :
- Amaranthaceae
- Asteraceae
- Bignoniaceae
- Caryophyllaceae
- Chenopodiaceae
- Convulvolaceae
- Fabaceae
- Lamiaceae
- Meliaceae
- Orquidaceae
- Passifloraceae
- Poaceae
- Rhamaceae
- Rubiaceae
- Rutaceae
- Solanaceae
- Verbenaceae

## Genres
- Acrocassis
- Aethiopocassis
- Agroiconota
- Aidoia
- Andevocassis
- Aporocassida
- Austropsecadia
- Basipta
- Bradycassis
- Capelocassis
- Cassida
- Chacocassis
- Charidotella
- Charidotis
- Chelysida
- Chersinellina
- Chiridopsis
- Chiridula
- Coptocycla
- Crambelea
- Cteisella
- Ctenocassida
- Ctenocharidotis
- Ctenophilaspis
- Cyclocassis
- Deloyala
- Drepanocassis
- Emdenia
- Erbolaspis
- Eremionycha
- Erepsocassis
- Exestastica
- Floridocassis
- Fornicocassis
- Glyphocassis
- Gratiana
- Helocassis
- Hovacassis
- Hybosa
- Hypocassida
- Ischiocassis
- Ischnocodia
- Ischyronota
- Jonthonota
- Leptocodia
- Limnocassis
- Lorentzocassis
- Macromonycha
- Malayocassis
- Meroscalsis
- Metriona
- Metrionella
- Mexicaspis
- Microctenochira
- Nabathea
- Nuzonia
- Oocassida
- Opacinota
- Orexita
- Orobiocassis
- Oxylepus
- Parachirida
- Parorectis
- Pilemostoma
- Plagiometriona
- Psalidoma
- Pseudoctenochira
- Rhacocassis
- Rhoia
- Rhytidocassis
- Saulaspis
- Scaeocassis
- Seminabathea
- Silana
- Smeringaspis
- Sphenocassis
- Strongylocassis
- Syngambria
- Tapinaspis
- Tegocassis
- Tetracassis
- Thlaspida
- Thlaspidosoma
- Thlaspidula
- Trichaspis
- Trigonocassis
- Vietocassis